# José Andrés Martínez
José Andrés Martínez Torres (Maracaibo, 7 agosto 1994) è un calciatore venezuelano, centrocampista del Corinthians e della nazionale venezuelana.

## Caratteristiche tecniche
È un mediano.

## Carriera

### Club
Cresciuto nel settore giovanile del JBL del Zulia, ha debuttato in prima squadra il 28 novembre 2015 disputando l'incontro valevole per i play-off di Primera División venezuelana pareggiato 2-2 contro il Metropolitanos. Dal 2018 al 2019 ha militato nello Zulia, collezionando anche 8 presenze nel corso della Coppa Sudamericana 2019, conclusa ai quarti di finale per mano del Colón (SF). Il 23 dicembre 2019 è stato annunciato il suo trasferimento al Philadelphia Union a partire dalla stagione 2020 di MLS.

### Nazionale
Nel 2021 ha esordito in nazionale; nel medesimo anno è anche stato convocato per la Coppa America.

## Statistiche

### Presenze e reti nei club
Statistiche aggiornate al 10 dicembre 2024.
| Stagione                  | Squadra                   | Campionato                | Campionato | Campionato | Coppe nazionali | Coppe nazionali | Coppe nazionali | Coppe continentali | Coppe continentali | Coppe continentali | Altre coppe | Altre coppe | Altre coppe | Totale | Totale |
| Stagione                  | Squadra                   | Comp                      | Pres       | Reti       | Comp            | Pres            | Reti            | Comp               | Pres               | Reti               | Comp        | Pres        | Reti        | Pres   | Reti   |
| ------------------------- | ------------------------- | ------------------------- | ---------- | ---------- | --------------- | --------------- | --------------- | ------------------ | ------------------ | ------------------ | ----------- | ----------- | ----------- | ------ | ------ |
| 2016                      | JBL del Zulia             | A+C                       | 19+13      | 2+0        |                 | -               | -               |                    | -                  | -                  |             | -           | -           | 32     | 2      |
| 2017                      | JBL del Zulia             | A+C                       | 13+15      | 0+1        |                 | -               | -               |                    | -                  | -                  |             | -           | -           | 28     | 1      |
| Totale JBL del Zulia      | Totale JBL del Zulia      | Totale JBL del Zulia      | 60         | 3          |                 | -               | -               |                    | -                  | -                  |             | -           | -           | 60     | 3      |
| 2018                      | Zulia                     | A+C                       | 16+11      | 1+0        |                 | -               | -               |                    | -                  | -                  |             | -           | -           | 27     | 1      |
| 2019                      | Zulia                     | A+C                       | 18+14      | 0+1        |                 | -               | -               | CS                 | 8                  | 0                  |             | -           | -           | 40     | 1      |
| Totale Zulia              | Totale Zulia              | Totale Zulia              | 59         | 2          |                 | -               | -               |                    | 8                  | 0                  |             | -           | -           | 67     | 2      |
| 2020                      | Philadelphia Union        | MLS                       | 13         | 0          |                 | -               | -               |                    | -                  | -                  | MLSB        | 5           | 0           | 18     | 0      |
| 2021                      | Philadelphia Union        | MLS                       | 27         | 0          |                 | -               | -               | CCL                | 5                  | 0                  |             | -           | -           | 32     | 0      |
| 2022                      | Philadelphia Union        | MLS                       | 33         | 0          | OC              | 1               | 0               |                    | -                  | -                  |             | -           | -           | 34     | 0      |
| 2023                      | Philadelphia Union        | MLS                       | 27         | 3          |                 | -               | -               | CCL+LC             | 5+7                | 0                  |             | -           | -           | 39     | 3      |
| gen.-ago. 2024            | Philadelphia Union        | MLS                       | 16         | 0          |                 |                 |                 | CCL+LC             | 4+5                | 0                  |             |             |             | 25     | 0      |
| Totale Philadelphia Union | Totale Philadelphia Union | Totale Philadelphia Union | 116        | 3          |                 | 1               | 0               |                    | 26                 | 0                  |             | 5           | 0           | 148    | 3      |
| ago.-dic. 2024            | Corinthians               | A                         | 11         | 0          | CB              | 3               | 0               | CS                 | 4                  | 0                  | -           | -           | -           | 18     | 0      |
| Totale Corinthians        | Totale Corinthians        | Totale Corinthians        | 11         | 0          |                 | 3               | 0               |                    | 4                  | 0                  |             | -           | -           | 18     | 0      |
| Totale carriera           | Totale carriera           | Totale carriera           | 246        | 8          |                 | 4               | 0               |                    | 38                 | 0                  |             | 5           | 0           | 293    | 8      |

### Cronologia presenze e reti in nazionale
| Cronologia completa delle presenze e delle reti in nazionale ― Venezuela | Cronologia completa delle presenze e delle reti in nazionale ― Venezuela | Cronologia completa delle presenze e delle reti in nazionale ― Venezuela | Cronologia completa delle presenze e delle reti in nazionale ― Venezuela | Cronologia completa delle presenze e delle reti in nazionale ― Venezuela | Cronologia completa delle presenze e delle reti in nazionale ― Venezuela | Cronologia completa delle presenze e delle reti in nazionale ― Venezuela | Cronologia completa delle presenze e delle reti in nazionale ― Venezuela |
| Data                                                                     | Città                                                                    | In casa                                                                  | Risultato                                                                | Ospiti                                                                   | Competizione                                                             | Reti                                                                     | Note                                                                     |
| ------------------------------------------------------------------------ | ------------------------------------------------------------------------ | ------------------------------------------------------------------------ | ------------------------------------------------------------------------ | ------------------------------------------------------------------------ | ------------------------------------------------------------------------ | ------------------------------------------------------------------------ | ------------------------------------------------------------------------ |
| 3-6-2021                                                                 | La Paz                                                                   | Bolivia                                                                  | 3 – 1                                                                    | Venezuela                                                                | Qual. Mondiali 2022                                                      | -                                                                        | 72’                                                                      |
| 13-6-2021                                                                | Brasilia                                                                 | Brasile                                                                  | 3 – 0                                                                    | Venezuela                                                                | Coppa America 2021 - 1º turno                                            | -                                                                        |                                                                          |
| 17-6-2021                                                                | Goiânia                                                                  | Colombia                                                                 | 0 – 0                                                                    | Venezuela                                                                | Coppa America 2021 - 1º turno                                            | -                                                                        | 83’                                                                      |
| 20-6-2021                                                                | Rio de Janeiro                                                           | Venezuela                                                                | 2 – 2                                                                    | Ecuador                                                                  | Coppa America 2021 - 1º turno                                            | -                                                                        | 77’                                                                      |
| 27-6-2021                                                                | Brasilia                                                                 | Venezuela                                                                | 0 – 1                                                                    | Perù                                                                     | Coppa America 2021 - 1º turno                                            | -                                                                        | 59’                                                                      |
| 2-9-2021                                                                 | Caracas                                                                  | Venezuela                                                                | 1 – 3                                                                    | Argentina                                                                | Qual. Mondiali 2022                                                      | -                                                                        |                                                                          |
| 5-9-2021                                                                 | Lima                                                                     | Perù                                                                     | 1 – 0                                                                    | Venezuela                                                                | Qual. Mondiali 2022                                                      | -                                                                        | 42’                                                                      |
| 9-9-2021                                                                 | Asunción                                                                 | Paraguay                                                                 | 2 – 1                                                                    | Venezuela                                                                | Qual. Mondiali 2022                                                      | -                                                                        |                                                                          |
| 7-10-2021                                                                | Caracas                                                                  | Venezuela                                                                | 1 – 3                                                                    | Brasile                                                                  | Qual. Mondiali 2022                                                      | -                                                                        | 65’                                                                      |
| 10-10-2021                                                               | Caracas                                                                  | Venezuela                                                                | 2 – 1                                                                    | Ecuador                                                                  | Qual. Mondiali 2022                                                      | -                                                                        | 90’                                                                      |
| 14-10-2021                                                               | Santiago del Cile                                                        | Cile                                                                     | 3 – 0                                                                    | Venezuela                                                                | Qual. Mondiali 2022                                                      | -                                                                        | 68’                                                                      |
| 11-11-2021                                                               | Quito                                                                    | Ecuador                                                                  | 1 – 0                                                                    | Venezuela                                                                | Qual. Mondiali 2022                                                      | -                                                                        | 25’ 65’                                                                  |
| 28-1-2022                                                                | Barinas                                                                  | Venezuela                                                                | 4 – 1                                                                    | Bolivia                                                                  | Qual. Mondiali 2022                                                      | -                                                                        | 85’                                                                      |
| 1-2-2022                                                                 | Montevideo                                                               | Uruguay                                                                  | 4 – 1                                                                    | Venezuela                                                                | Qual. Mondiali 2022                                                      | -                                                                        | 70’                                                                      |
| 25-3-2022                                                                | Buenos Aires                                                             | Argentina                                                                | 3 – 0                                                                    | Venezuela                                                                | Qual. Mondiali 2022                                                      | -                                                                        |                                                                          |
| 29-3-2022                                                                | Ciudad Guayana                                                           | Venezuela                                                                | 0 – 1                                                                    | Colombia                                                                 | Qual. Mondiali 2022                                                      | -                                                                        | 81’                                                                      |
| 1-6-2022                                                                 | Ta' Qali                                                                 | Malta                                                                    | 0 – 1                                                                    | Venezuela                                                                | Amichevole                                                               | -                                                                        | 86’                                                                      |
| 9-6-2022                                                                 | Murcia                                                                   | Arabia Saudita                                                           | 0 – 1                                                                    | Venezuela                                                                | Amichevole                                                               | -                                                                        | 46’                                                                      |
| 22-9-2022                                                                | Maria Enzersdorf                                                         | Venezuela                                                                | 0 – 1                                                                    | Islanda                                                                  | Amichevole                                                               | -                                                                        | 64’                                                                      |
| 27-9-2022                                                                | Wiener Neustadt                                                          | Emirati Arabi Uniti                                                      | 0 – 4                                                                    | Venezuela                                                                | Amichevole                                                               | -                                                                        |                                                                          |
| 24-3-2023                                                                | Gedda                                                                    | Arabia Saudita                                                           | 1 – 2                                                                    | Venezuela                                                                | Amichevole                                                               | -                                                                        |                                                                          |
| 28-3-2023                                                                | Gedda                                                                    | Uzbekistan                                                               | 1 – 1                                                                    | Venezuela                                                                | Amichevole                                                               | -                                                                        |                                                                          |
| 15-6-2023                                                                | Washington                                                               | Venezuela                                                                | 1 – 0                                                                    | Honduras                                                                 | Amichevole                                                               | -                                                                        | 75’                                                                      |
| 7-9-2023                                                                 | Barranquilla                                                             | Colombia                                                                 | 1 – 0                                                                    | Venezuela                                                                | Qual. Mondiali 2026                                                      | -                                                                        |                                                                          |
| 12-9-2023                                                                | Maturín                                                                  | Venezuela                                                                | 1 – 0                                                                    | Paraguay                                                                 | Qual. Mondiali 2026                                                      | -                                                                        | 65’ 67’                                                                  |
| 17-10-2023                                                               | Maturín                                                                  | Venezuela                                                                | 3 – 0                                                                    | Cile                                                                     | Qual. Mondiali 2026                                                      | -                                                                        | 65’                                                                      |
| 16-11-2023                                                               | Maturín                                                                  | Venezuela                                                                | 0 – 0                                                                    | Ecuador                                                                  | Qual. Mondiali 2026                                                      | -                                                                        | 79’ 84’                                                                  |
| 21-3-2024                                                                | Fort Lauderdale                                                          | Venezuela                                                                | 1 – 2                                                                    | Italia                                                                   | Amichevole                                                               | -                                                                        | 78’                                                                      |
| 22-6-2024                                                                | Santa Clara                                                              | Ecuador                                                                  | 1 – 2                                                                    | Venezuela                                                                | Coppa America 2024 - 1º turno                                            | -                                                                        |                                                                          |
| 26-6-2024                                                                | Inglewood                                                                | Venezuela                                                                | 1 – 0                                                                    | Messico                                                                  | Coppa America 2024 - 1º turno                                            | -                                                                        |                                                                          |
| 30-6-2024                                                                | Austin                                                                   | Giamaica                                                                 | 0 – 3                                                                    | Venezuela                                                                | Coppa America 2024 - 1º turno                                            | -                                                                        |                                                                          |
| 5-7-2024                                                                 | Arlington                                                                | Venezuela                                                                | 1 – 1 (3 - 4 dtr)                                                        | Canada                                                                   | Coppa America 2024 - Quarti di finale                                    | -                                                                        | 90+2’                                                                    |
| 5-9-2024                                                                 | El Alto                                                                  | Bolivia                                                                  | 4 – 0                                                                    | Venezuela                                                                | Qual. Mondiali 2026                                                      | -                                                                        | 46’                                                                      |
| 10-9-2024                                                                | Maturín                                                                  | Venezuela                                                                | 0 – 0                                                                    | Uruguay                                                                  | Qual. Mondiali 2026                                                      | -                                                                        | 89’                                                                      |
| 10-10-2024                                                               | Maturín                                                                  | Venezuela                                                                | 1 – 1                                                                    | Argentina                                                                | Qual. Mondiali 2026                                                      | -                                                                        | 32’ 90+3’                                                                |
| 14-11-2024                                                               | Maturin                                                                  | Venezuela                                                                | 1 – 1                                                                    | Brasile                                                                  | Qual. Mondiali 2026                                                      | -                                                                        | 69’                                                                      |
| 19-11-2024                                                               | Santiago del Cile                                                        | Cile                                                                     | 4 – 2                                                                    | Venezuela                                                                | Qual. Mondiali 2026                                                      | -                                                                        | 85’                                                                      |
| 25-3-2025                                                                | Maturín                                                                  | Venezuela                                                                | 1 – 0                                                                    | Perù                                                                     | Qual. Mondiali 2026                                                      | -                                                                        | 78’                                                                      |
| 6-6-2025                                                                 | Maturín                                                                  | Venezuela                                                                | 2 – 0                                                                    | Bolivia                                                                  | Qual. Mondiali 2026                                                      | -                                                                        | 87’                                                                      |
| 10-6-2025                                                                | Montevideo                                                               | Uruguay                                                                  | 2 – 0                                                                    | Venezuela                                                                | Qual. Mondiali 2026                                                      | -                                                                        | 45+3’ 58’                                                                |
| Totale                                                                   |                                                                          | Presenze                                                                 | 40                                                                       |                                                                          | Reti                                                                     | 0                                                                        |                                                                          |

## Palmarès

### Club

#### Competizioni nazionali
- MLS Supporters' Shield: 1

Philadelphia Union: 2020

#### Competizioni statali
- Campionato paulista: 1

Corinthians: 2025